# Xã Lake, Quận Roseau, Minnesota
Xã Lake (tiếng Anh: Lake Township) là một xã thuộc quận Roseau, tiểu bang Minnesota, Hoa Kỳ. Năm 2010, dân số của xã này là 2.090 người.